# 마토니
마토니(Mattoni)는 체코의 카를로비바리의 온천수를 취수한 미네랄워터(springwater)이다.

## 갤러리

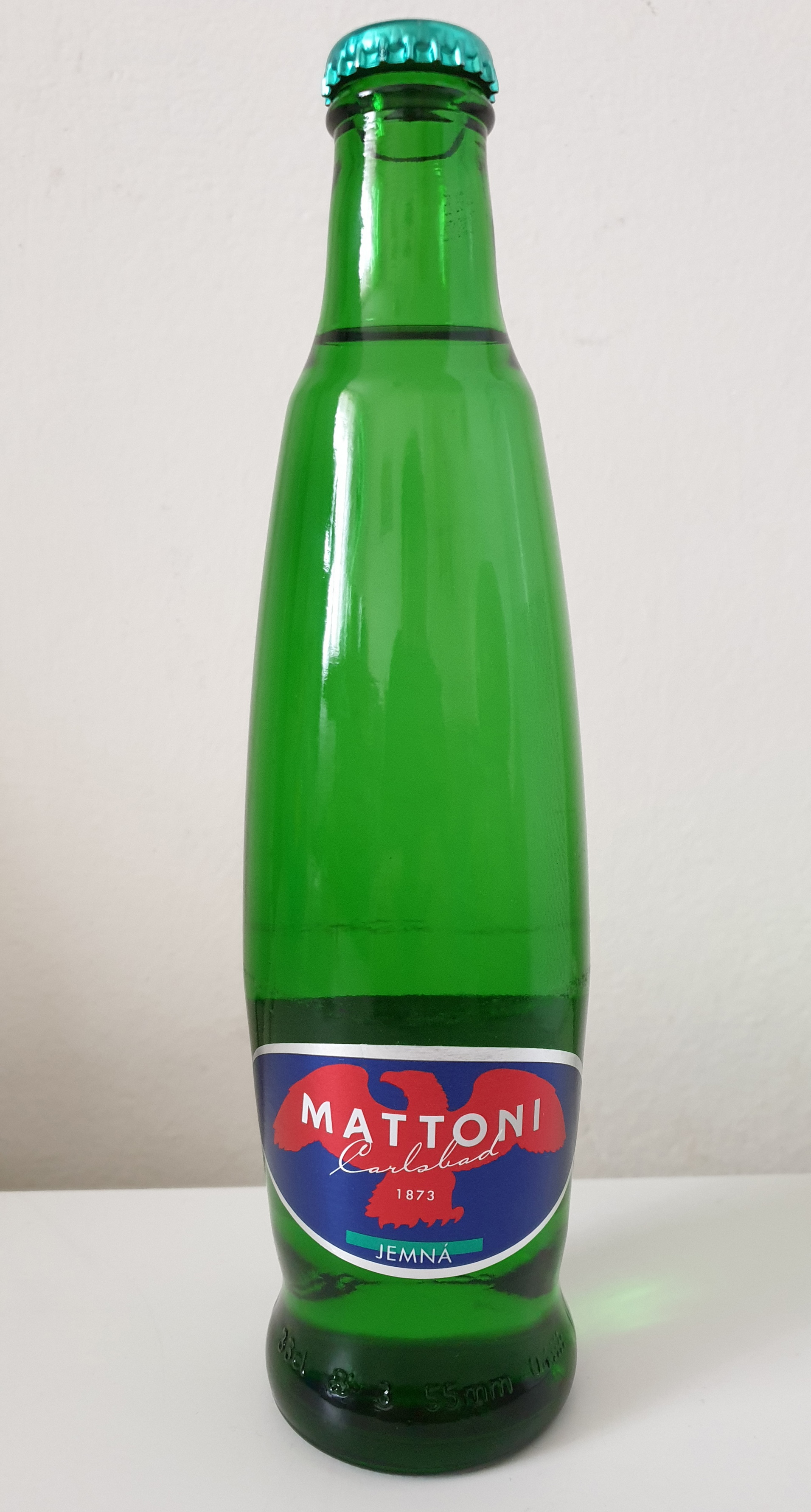
Mattoni